# Лю Чен-Чао
Лю Чен-Чао (кит.: 刘承钊; 1900—1976) — китайський герпетолог, автор описання нових зоологічних таксонів.

## Біографія
Народився 1900 року у місті Тайань у провінції Шаньдун. У 1929 році закінчив Пекінський університет. Далі викладає в Північно-східному університеті в Шеньяні. У 1931 році під час японської інтервенції Лю втратив свою бібліотеку та зоологічну колекцію. У 1932—1934 роках навчався у Корнелльському університеті.
Повернувшись в Китай, він викладав в університеті Сучжоу. У 1941 році одружився з герпетологом Ху Шуцін (1914—1992). У 1950 році Лю очолив кафедру біології в Університеті Єнчін. У 1951 році він переїхав до Ченду та очолив там медичну школу.
Лю Чен-Чао опублікував 55 праць про китайські амфібії. Більшість робіт виконано у співавторстві з дружиною.

## Вшанування
На честь науковця названо:
- вид жаб Leptobrachium liui (Pope, 1947)
- вид жаб Ingerana liui (Yang, 1983)
- рід саламандр Liua Zhao & Hu, 1983
- вид жаб Leptolalax liui Fei & Ye, in Fei, Ye & Huang, 1991
- вид змій Lycodon liuchengchaoi Zhang, Jiang, Vogel & Rao, 2011
- вид ящірок Plestiodon liui Hikida & Zhao, 1989
- вид ящірок Acanthosaura liui Liu, Hou, Mo & Rao, 2020

## Внесок
Види описані Лю Чен-Чао:
- Amolops daiyunensis
- Amolops granulosus
- Amolops kangtingensis
- Amolops lifanensis
- Amolops loloensis
- Amolops wuyiensis
- Bombina microdeladigitora
- Bufo cryptotympanicus
- Chaparana quadranus
- Chaparana unculuanus
- Hyla tsinlingensis
- Leptobrachium boringii
- Leptobrachium leishanense
- Leptolalax oshanensis
- Limnonectes fragilis
- Microhyla mixtura
- Oreolalax liangbeiensis
- Oreolalax lichuanensis
- Oreolalax major
- Oreolalax omeimontis
- Oreolalax pingii
- Oreolalax popei
- Oreolalax puxiongensis
- Oreolalax rhodostigmatus
- Oreolalax rugosus
- Oreolalax schmidti
- Paa exilispinosa
- Paa maculosa
- Parapelophryne scalpta
- Rana anlungensis
- Rana chaochiaoensis
- Rana kuangwuensis
- Rana lungshengensis
- Rana margaretae
- Rana nigrolineata
- Rana shuchinae
- Rana versabilis
- Rana weiningensis
- Scutiger brevipes
- Scutiger chintingensis
- Scutiger glandulatus
- Scutiger maculatus
- Scutiger pingwuensis
- Scutiger tuberculatus
- Theloderma kwangsiense
- Xenophrys gigantica
- Xenophrys nankiangensis
- Xenophrys omeimontis
- Xenophrys shapingensis
- Xenophrys spinata